# El Gatal de Ocoroni
El Gatal de Ocoroni är en ort i Mexiko.   Den ligger i kommunen Sinaloa och delstaten Sinaloa, i den västra delen av landet, 1 200 km nordväst om huvudstaden Mexico City. El Gatal de Ocoroni ligger 88 meter över havet och antalet invånare är 416.
Terrängen runt El Gatal de Ocoroni är huvudsakligen platt, men norrut är den kuperad. Runt El Gatal de Ocoroni är det glesbefolkat, med 19 invånare per kvadratkilometer. Närmaste större samhälle är Genaro Estrada, 3,8 km söder om El Gatal de Ocoroni. Trakten runt El Gatal de Ocoroni består till största delen av jordbruksmark.